# 西草地鷚
西草地鷚（學名：Sturnella neglecta）是草地鷚屬下的一種中型大小鳥類，體長約8.5英寸（22）。在北美洲中西部的鄉間草地上築巢。主要以昆蟲為食，也吃種子和漿果。有笛子般的叫聲，這與和其很相似的東草地鷚大為不同。
西草地鷚是堪薩斯州、蒙大拿州、內布拉斯加州、北達科他州、俄勒岡州及懷俄明州的州鳥。

## 外部連結
- Western Meadowlark Species Account （页面存档备份，存于） – Cornell Lab of Ornithology
- Western Meadowlark – Sturnella neglecta （页面存档备份，存于） – USGS Patuxent Bird Identification InfoCenter
- 互聯網鳥類收藏上有关Western Meadowlark的錄像、照片和音頻